# Paravargula hirsuta
Paravargula hirsuta is een mosselkreeftjessoort uit de familie van de Cypridinidae. De wetenschappelijke naam van de soort is voor het eerst geldig gepubliceerd in 1906 door Müller.